# Pfarrhaus Eitzendorf 70

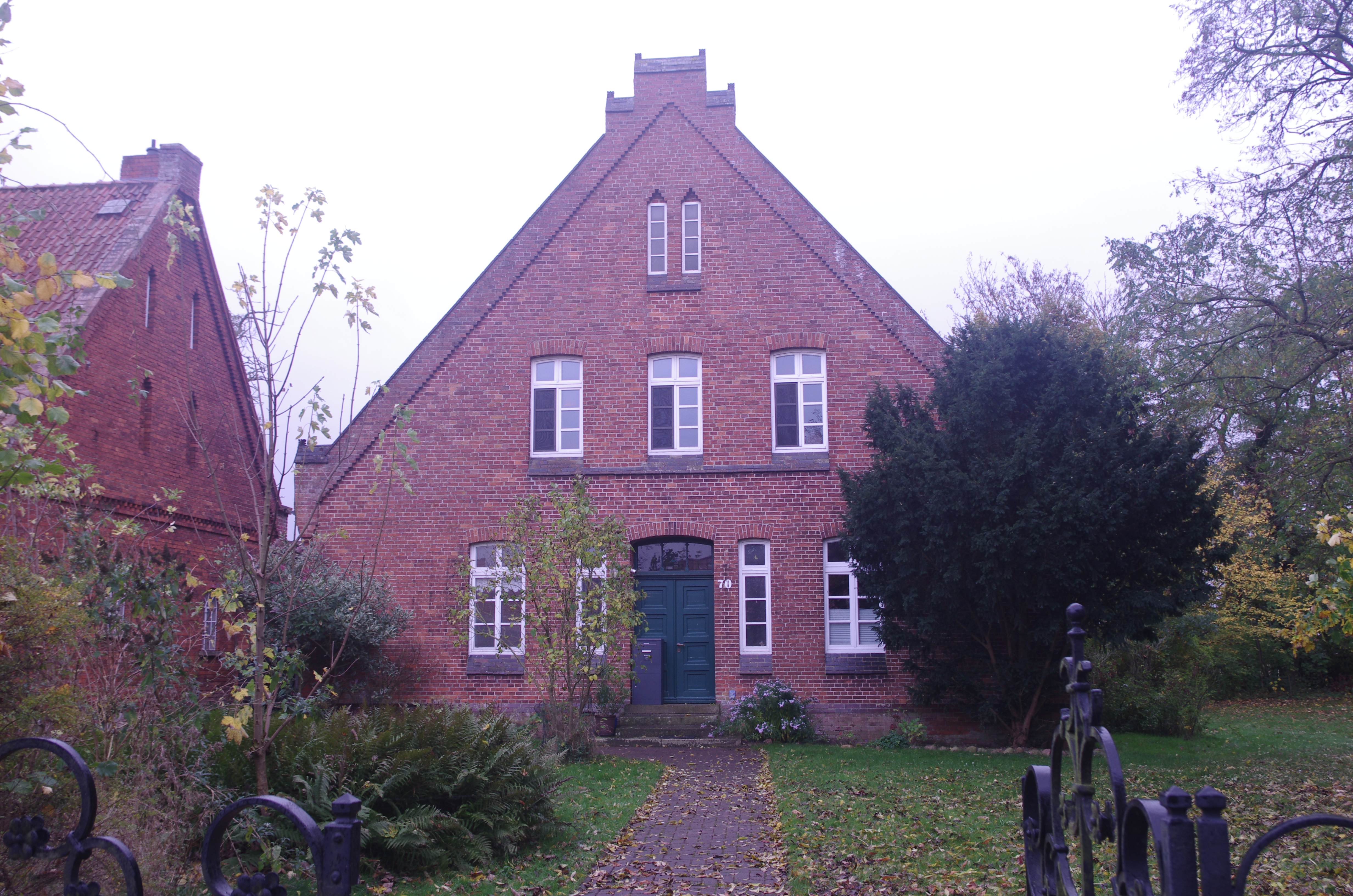
Pfarrhaus

Das Pfarrhaus Eitzendorf 70 in Hilgermissen-Eitzendorf in der niedersächsischen Samtgemeinde Grafschaft Hoya stammt aus dem 19. Jahrhundert.
Aktuell (2023) wird es als ev.-luth. Gemeindehaus und  Pfarrbüro der Kirchengemeinde St. Georg genutzt.
Das Gebäude steht unter Denkmalschutz. (siehe auch Liste der Baudenkmale in Hilgermissen)

## Beschreibung
Das eingeschossige giebelständige massive verklinkerte Gebäude mit abgetreppter Giebelspitze, Satteldach und Segmentbogenöffnungen hat laut dem Landesdenkmalamt „geschichtliche Bedeutung“.